# Eptatretus walkeri
Eptatretus walkeri – gatunek bezszczękowca z rodziny śluzicowatych (Myxinidae). 

## Zasięg występowania
Wody przybrzeżne Japonii.

## Cechy morfologiczne
Osiąga max. 51,8 cm długości całkowitej. 6 par worków i otworów skrzelowych, położonych blisko siebie w jednej linii lub lekko nieregularnie. Każdy otwór skrzelowy z bladym obrzeżeniem. 69-79 gruczołów śluzowych, w tym 16-20 przedskrzelowych. Fałda brzuszna słabo rozwinięta lub szczątkowa. Plamki oczu słabo widoczne lub ich brak.
Ubarwienie ciała brązowe.

## Biologia i ekologia
Występuje na głębokości 75-120 m.